# Sommer im Cielo Grande
Sommer im Cielo Grande (Originaltitel: Cielo Grande) ist eine argentinische Jugendserie, die von Non Stop für Netflix umgesetzt wurde. Die Idee zur Serie stammt von Jorge Edelstein, der ebenfalls die Serien beziehungsweise Telenovelas Violetta, Soy Luna, BIA und Verschlungene Wege geschaffen hat. Am 16. Februar 2022 wurde die Serie weltweit auf Netflix veröffentlicht. Die zweite Staffel der Serie wurde am 30. Dezember 2022 zu Netflix hinzugefügt.

## Handlung
Die Athletin Steffi aus Mexiko nimmt in einem abgelegenen Resort in Argentinien an einem Wakeboard-Wettbewerb teil und versucht nebenbei ein gut gehütetes Familiengeheimnis zu lüften. 

## Besetzung und Synchronisation
Die deutschsprachige Synchronisation entstand nach den Dialogbüchern von Rebekka Balogh, Maria Schröder, Sven Plate, Katharina Gräfe und Max Herzog sowie unter der Dialogregie von Philippa Jarke und Sven Plate durch die Synchronfirma VSI Synchron in Berlin.
| Rolle                     | Schauspieler      | Synchronsprecher                                  |
| ------------------------- | ----------------- | ------------------------------------------------- |
| Stefania „Steffi“ Navarro | Pilar Pascual     | Julia Bautz                                       |
| Luz Aguilar               | Abril di Yorio    | Ronja Peters (Staffel 1) Peggy Pollow (Staffel 2) |
| Antonio „Tony“            | Víctor Varona     | Oscar Räuker                                      |
| Julián                    | Guido Messina     | Sebastian Fitzner                                 |
| Ron Navarro Lavalle       | Francisco Bass    | Jan Makino                                        |
| Natasha Rossi             | Giulia Guerrini   | Sandra Schreiber                                  |
| Natalia „Naty“            | Thaís Rippel      | Catherine Chikosi                                 |
| Carlos „Charlie“ Santos   | Luan Brum         | Konrad Bösherz                                    |
| Juan Monzo                | Juan Monzo        | Nicolas Rathod                                    |
| Fernando „Fer“ Monzo      | Fernando Monzo    | Fabian Kluckert                                   |
| Noda                      | Agustín Pardella  | David Turba                                       |
| Matrix                    | Mariel Percossi   | Samina König                                      |
| Wonder                    | Mariel Percossi   | Daniela Reidies                                   |
| Ian Navarro               | Byron Barbieri    | Carlos Fanselow                                   |
| Augusto Montero           | Martín Tecchi     | Peter Lontzek                                     |
| Irene                     | Débora Nishimoto  | Charlotte Uhlig                                   |
| Cynthia Aguilar           | Jimena La Torre   | Jessica Walther-Gabory                            |
| Oliver Rossi              | Pasquale Di Nuzzo | Roman Wolko                                       |
| Santiago „Santi“          | Carlos Contreras  | Amadeus Strobl                                    |
| Leonor Campos             | Mirta Márquez     | Magdalena Turba                                   |
| Rita                      | Cristina Alberó   | Andrea Aust                                       |
| Bárbara Pérez             | Bárbara Pérez     | Laura Elßel                                       |
| Ärztin                    | Denise Cotton     | Nina Machalz                                      |
| Ansagerin                 |                   | Anja Rybiczka                                     |
| Emily                     |                   | Anna Amalie Blomeyer                              |
| Paula                     |                   | Gundi Eberhard                                    |

## Episodenliste

### Staffel 1
| Nr. (ges.)                                                                            | Nr. (St.) | Deutscher Titel               | Originaltitel           | Regie            | Drehbuch                                                        |
| ------------------------------------------------------------------------------------- | --------- | ----------------------------- | ----------------------- | ---------------- | --------------------------------------------------------------- |
| 1                                                                                     | 1         | Es ist Sommer                 | Un nuevo verano         | Mauro Scandolari | Jorge Edelstein, Celeste Lambert, Paula Velayos & Clara Charrúa |
| 2                                                                                     | 2         | Erinnerungen an das Sky Vibes | Recuerdos de Sky Vibes  | Mauro Scandolari | Jorge Edelstein, Celeste Lambert, Paula Velayos & Clara Charrúa |
| 3                                                                                     | 3         | Friendzone                    | Friendzone              | Mauro Scandolari | Jorge Edelstein, Celeste Lambert, Paula Velayos & Clara Charrúa |
| 4                                                                                     | 4         | Neue Konkurrenz               | Una nueva competidora   | Mauro Scandolari | Jorge Edelstein, Celeste Lambert, Paula Velayos & Clara Charrúa |
| 5                                                                                     | 5         | Wer ist diese Frau?           | ¿Quién es esa chica?    | Mauro Scandolari | Jorge Edelstein, Celeste Lambert, Paula Velayos & Clara Charrúa |
| 6                                                                                     | 6         | Date-Abend                    | Noche de citas          | Mauro Scandolari | Jorge Edelstein, Celeste Lambert, Paula Velayos & Clara Charrúa |
| 7                                                                                     | 7         | Unerwarteter Ärger            | Problemas inesperados   | Mauro Scandolari | Jorge Edelstein, Celeste Lambert, Paula Velayos & Clara Charrúa |
| 8                                                                                     | 8         | Vogel verlässt das Nest       | Pájaro deja el nido     | Mauro Scandolari | Jorge Edelstein, Celeste Lambert, Paula Velayos & Clara Charrúa |
| 9                                                                                     | 9         | Wahrheit oder Pflicht?        | ¿Verdad o consecuencia? | Mauro Scandolari | Jorge Edelstein, Celeste Lambert, Paula Velayos & Clara Charrúa |
| 10                                                                                    | 10        | Summer Crush!                 | ¡Summer Crush!          | Mauro Scandolari | Jorge Edelstein, Celeste Lambert, Paula Velayos & Clara Charrúa |
| 11                                                                                    | 11        | Rettet Cielo Grande           | Save Cielo              | Mauro Scandolari | Jorge Edelstein, Celeste Lambert, Paula Velayos & Clara Charrúa |
| Am 16. Februar 2022 wurden alle Folgen der ersten Staffel bei Netflix veröffentlicht. |           |                               |                         |                  |                                                                 |

### Staffel 2
| Nr. (ges.)                                                                              | Nr. (St.) | Deutscher Titel     | Originaltitel        | Regie            | Drehbuch                                                                       |
| --------------------------------------------------------------------------------------- | --------- | ------------------- | -------------------- | ---------------- | ------------------------------------------------------------------------------ |
| 12                                                                                      | 1         | Neues Management    | Nueva administración | Mauro Scandolari | Jorge Edelstein, Marina Efron, Celeste Lambert, Clara Charrúa & Agustín Rosati |
| 13                                                                                      | 2         | Die Herausforderung | El desafío           | Mauro Scandolari | Jorge Edelstein, Marina Efron, Celeste Lambert, Clara Charrúa & Agustín Rosati |
| 14                                                                                      | 3         | Rollentausch        | Cambio de roles      | Mauro Scandolari | Jorge Edelstein, Marina Efron, Celeste Lambert, Clara Charrúa & Agustín Rosati |
| 15                                                                                      | 4         | Open Sky            | Cielo abierto        | Mauro Scandolari | Jorge Edelstein, Marina Efron, Celeste Lambert, Clara Charrúa & Agustín Rosati |
| 16                                                                                      | 5         | Abfahrt!            | ¡Se va!              | Mauro Scandolari | Jorge Edelstein, Marina Efron, Celeste Lambert, Clara Charrúa & Agustín Rosati |
| 17                                                                                      | 6         | Alles oder nichts   | A todo o nada        | Mauro Scandolari | Jorge Edelstein, Marina Efron, Celeste Lambert, Clara Charrúa & Agustín Rosati |
| 18                                                                                      | 7         | Girls Jam!          | ¡Girls Jam!          | Mauro Scandolari | Jorge Edelstein, Marina Efron, Celeste Lambert, Clara Charrúa & Agustín Rosati |
| 19                                                                                      | 8         | Jetzt oder nie      | Ahora o nunca        | Mauro Scandolari | Jorge Edelstein, Marina Efron, Celeste Lambert, Clara Charrúa & Agustín Rosati |
| Am 30. Dezember 2022 wurden alle Folgen der zweiten Staffel bei Netflix veröffentlicht. |           |                     |                      |                  |                                                                                |